# Für Elise
Für Elise (Duits voor: Voor Elise) is de gebruikelijke naam voor de Bagatelle nr. 25 in a-klein, WoO 59, een beroemd solomuziekstuk voor piano door Ludwig van Beethoven, geschreven circa 1810.

## Geschiedenis
Het is niet zeker wie "Elise" was. De populairste theorie is dat Beethoven zijn werk oorspronkelijk "Für Therese" getiteld had. Het was de publicist Ludwig Nohl (1831-1885), die in 1865 Beethovens autograaf van het tot dan toe volkomen onbekende pianostuk in a-klein vond in de nalatenschap van de familie Gleichenstein. Een voorvader van deze familie, Ignaz von Gleichenstein (1778-1828), was in de jaren 1807-1810 bevriend geweest met Beethoven. Ignaz was kind aan huis bij de welgestelde familie Malfatti. Therese Malfatti (1792-1851) stond op dat moment in het middelpunt van Beethovens aandacht. Van Ludwig Nohl is bewezen dat hij buitengewoon slecht Beethovens handschrift kon ontcijferen. Het is mogelijk dat op de autograaf niet "Für Elise", maar "Für Therese" heeft gestaan.
Een andere mogelijkheid is dat Elise een van zijn vele pianostudentes was, waar hij verliefd op was. Het is van Van Beethoven bekend dat hij voor deze jongedames muziekstukken schreef die veel te moeilijk waren, zodat hij verzekerd was van nog veel pianolessen.
Een ander verhaal is dat het gaat om Elisabeth de Robiano, geboren 1773, en sedert 1799 gehuwd met Charles Pierre le Candèle de Gyseghem (1761–1830).

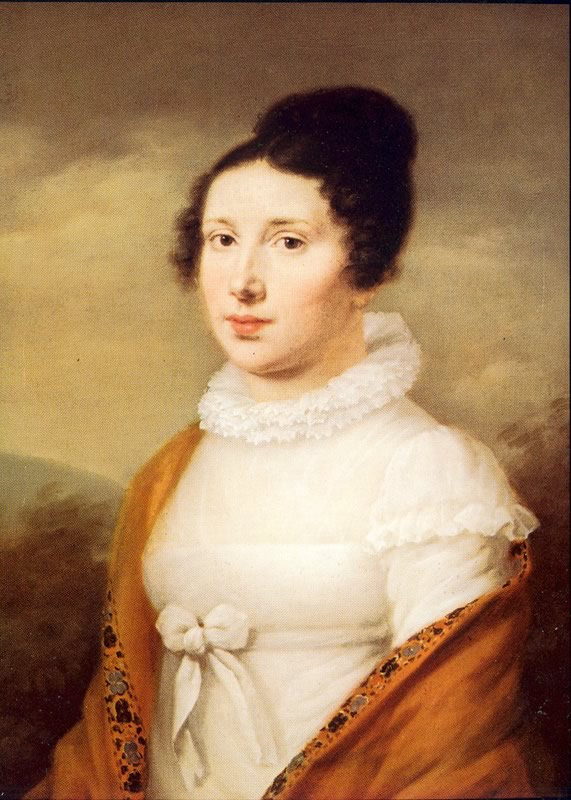
Elisabeth Röckel, 1814 – Schilderij, Düsseldorf, Goethe-Museum, Anton-und-Katharina-Kippenberg-Stiftung

De laatste theorie is dat "Für Elise" hoogstwaarschijnlijk gecomponeerd werd voor de sopraan en operazangeres Elisabeth Röckel (1793–1883). Dat blijkt volgens de Duitse Beethovenspecialist Klaus Martin Kopitz (geb. 1955) uit onderzoek in het archief van de Sint-Stefanuskathedraal in Wenen. Kopitz trof voor het eerst historische documenten aan die de stelling stevig onderbouwen. Op het originele muziekhandschrift van Van Beethoven trof hij de aantekening "Für Elise am 27. April zur Erinnerung von L. v. Bthvn" aan. Eerder werd er al van uitgegaan dat de componist het muziekstuk in 1810 voor Elisabeth Röckel, met wie hij goed bevriend was en op wie hij een oogje had, componeerde. Elisabeth Röckel huwde later (1813) met de componist Johann Nepomuk Hummel (1778–1837), een vriend en muzikale rivaal van Van Beethoven. Kopitz ontdekte in het Weense archief dat hun eerste kind op 9 maart 1814 gedoopt werd. Dat document maakt duidelijk dat Röckel, die als Maria Eva gedoopt werd, in die tijd in Wenen als ‘Elise’ werd aangesproken. Het koppel verhuisde in 1816 naar Stuttgart en vestigde zich in 1819 in Weimar. Ook na hun verhuizing bleef Ludwig van Beethoven nauwe contacten onderhouden met het muzikale koppel. Tot een relatie kwam het nooit, maar Elisabeth Röckel bewaarde tot aan haar dood een haarlok en een schrijfveer van Ludwig van Beethoven.

## Het muziekstuk
De melodie is zeer bekend en er zijn veel arrangementen van gemaakt.

## Media
|  |                                                    |
|  | Für Elise van Ludwig van Beethoven (download·info) |